# Meloúsia
Meloúsia (grec moderne : Μελούσεια) est un village chypriote situé dans le district de Lárnaca.